# Thiruvalluvar

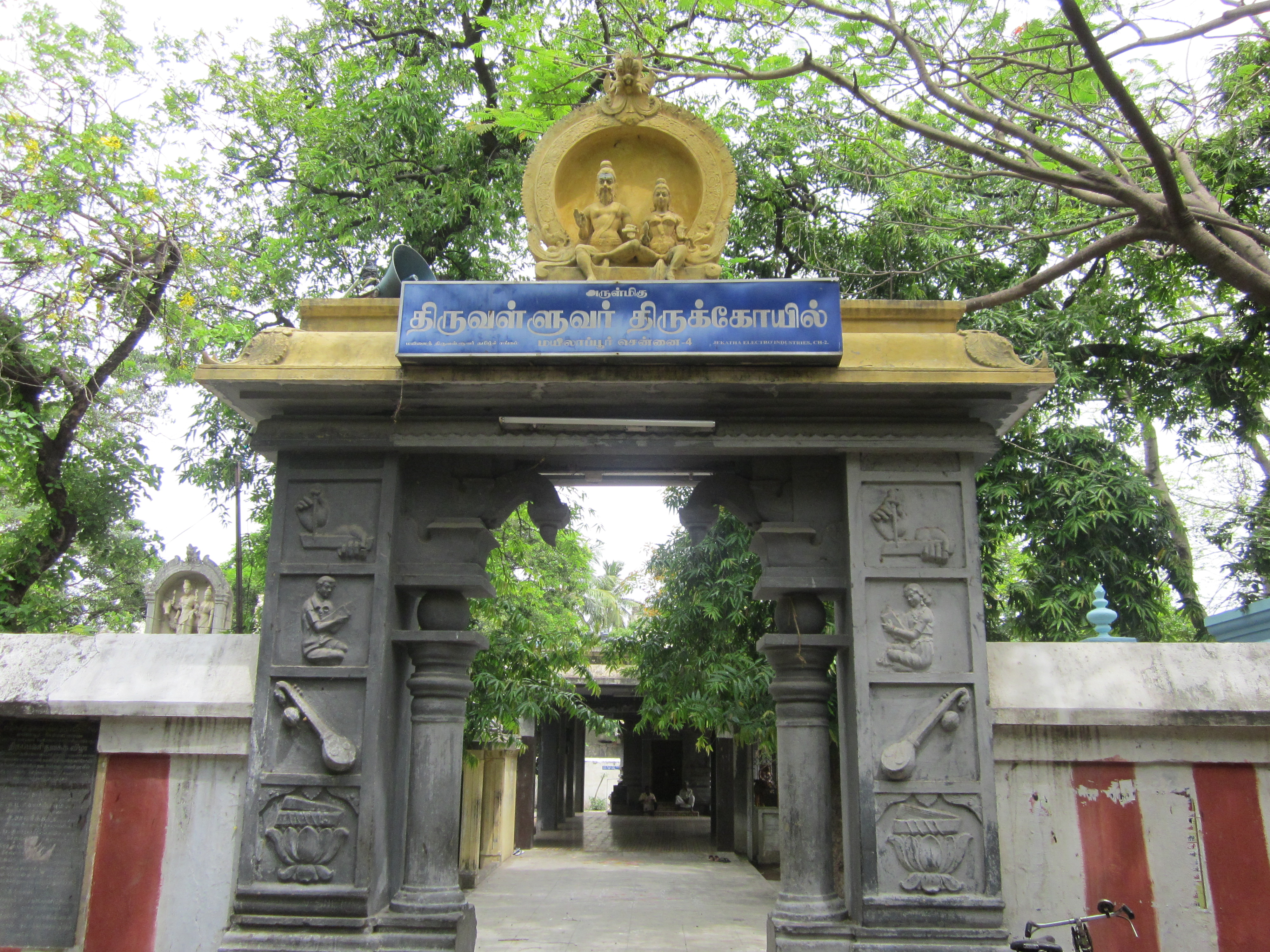
Un tempu dedicat lui Thiruvalluvar în Mylapore

Thiruvalluvar este un renumit post și filozof tamil a cărui contribuție principală la literatura  tamilă este Thirukkural, o lucrare legată de etică. S-a născut fie în Thiru Mylai (Mylapore) Chennai, în Tamil Nadu, ori în ThirunayanarKuruchi, un sat din Kanyakumari, un district al provinciei Tamil Nadu. Se presupune că Thiruvalluvar a trăit între secolele III și I î.Hr. Această estimare privitoare la viața poetului se bazează pe analizele lingistice ale scrierilor ale deoarece nu există vreo probă arheologică a perioadei exacte când acesta a trăit. Poetul este numit și cu alte nume, ca de pildă Theiva Pulavar („Poetul divin”), Valluvar, Poyyamozhi Pulavar, Senna Pothar,Gnana Vettiyan  sau Ayyan.

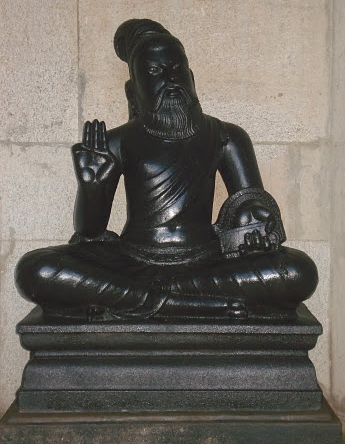
Thiruvalluvar Statue

Thirukkural este una dintre cele mai renumite screieri antice din limba tamilă. Este considerată a fi similară cu „cele zece porunci”, din Biblia creștină, deoarece stabilește un ghid pentru propășire morală și împlinire în viață. Thirukkural a fost tradus în câteva limbi, inclusiv în latină. Traducerea în latină a fost făcută de către Constanzo Beschi în anul 1730 și a ajutat ca această operă a literaturii umane să fie cunoscută de către intelectualii din Europa.

## Alte cărți
În afara operei numite Thirukkuṛaḷ, Thiruvalluvar este presupusul autor a două texte tamile legae de medicină, Gnana Vettiyan and Pancharathnam; deși anumiți cercetători afirmă că s-ar putea ca aceste două texte să fie în fapt scrise de un alt autor care avea același nume, deoarece, afirmă ei, aceste texte par a fi scrise mai degrabă în secolele 16 și 17 ale erei noastre. Cele două texte au contribuit mult la dezvoltarea științei și literaturii Tamile și a medicinei ayurvedice 

## Importanța în literatura mondială
Tirukkural ("versuri sacre") a lui Thiruvalluvar este considerată de către lingviștii indieni ca fiind o capodoperă a literaturii universale comparabilă cu Biblia, cu poemul epic Paradisul pierdut al lui John Milton sau cu opera lui Platon.

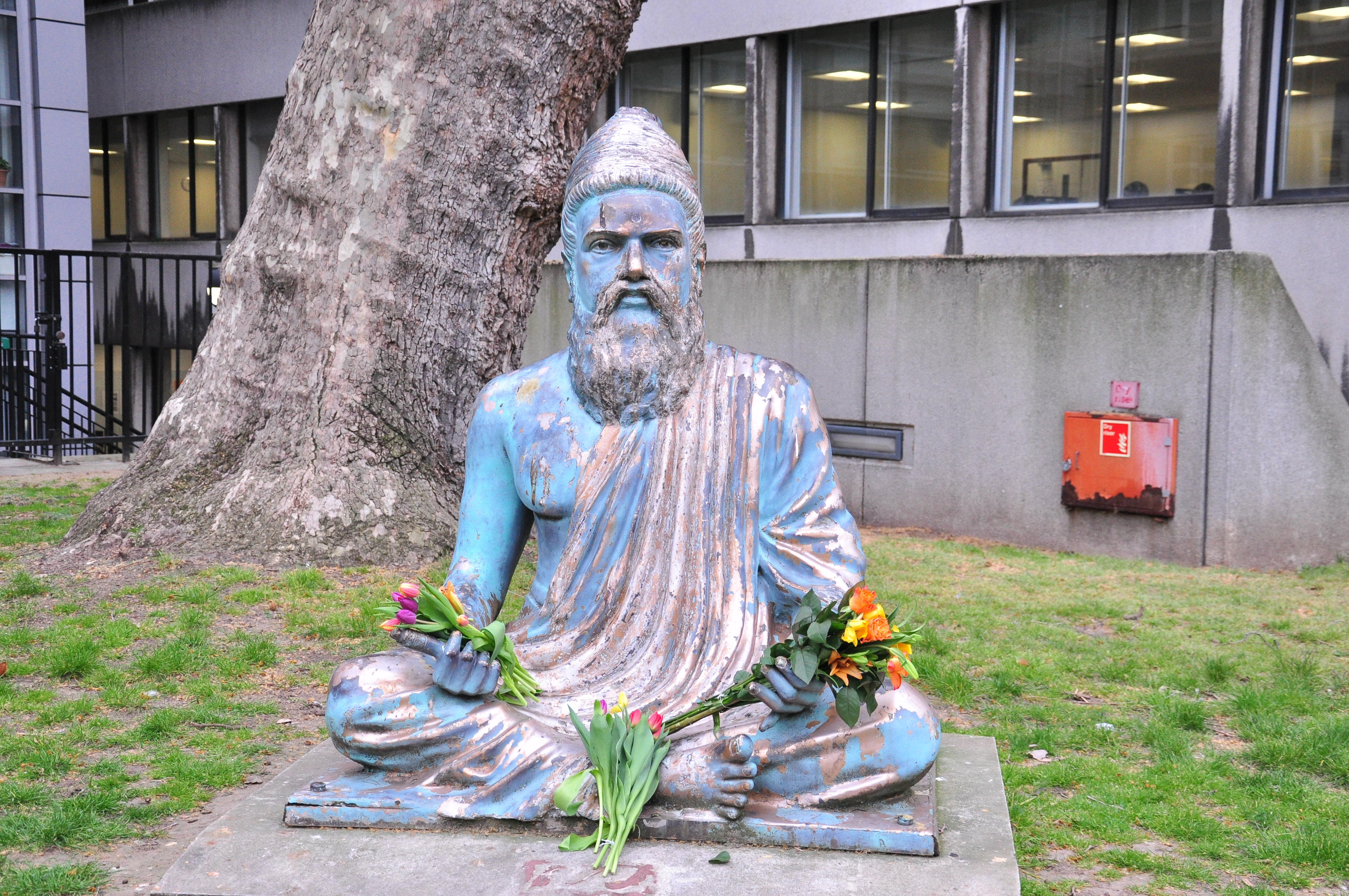
Statuia lui Thiruvalluvar în grădina Universității din Londra

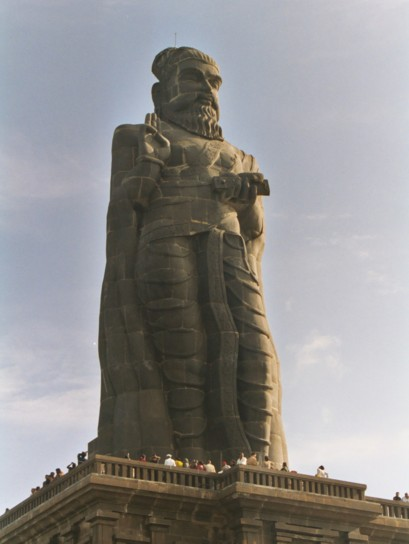
Tiruvalluvar statue in Kanyakumari